# ديفيد مين
ديفيد مين (بالإنجليزية: David Maine)‏ (28 نوفمبر 1963)؛ روائي أمريكي.